# ペーター・シュタドレン
ペーター・シュタドレン（ピーター・スタドレン、Peter Stadlen, 1910年7月14日 - 1996年1月21日）は、オーストリア出身の音楽学者、ピアニスト。

## 経歴
ウィーンの生まれ。ウィーン音楽院でパウル・ヴァインガルテンにピアノ、ヨゼフ・マルクスとマックス・スプリンガーに作曲、アレクサンダー・ウンデラーに指揮法を師事した後、1929年から1933年までベルリン高等音楽院でレオニード・クロイツァーにピアノ、ヨゼフ・グマインドルに作曲、ユリウス・プリュヴァーに指揮法を学んだ。1934年からピアニストとして演奏活動を開始して新ウィーン楽派と接近し、1937年にアントン・ウェーベルンの《ピアノのための変奏曲》を初演したり、同年にヴェネツィア・ビエンナーレでアルノルト・シェーンベルクのピアノ組曲を紹介したりした。ナチスの台頭によりイギリスへ亡命し、1946年にイギリス国籍を取得した。第二次世界大戦の終結後は、シェーンベルクの《ピアノ協奏曲》やパウル・ヒンデミットの《4つの気質》等を引っ提げてヨーロッパ中を演奏して回り、1947年から1951年までダルムシュタット夏季現代音楽講習会のピアノのマスター・クラスを受け持った。1952年にはオーストリア政府からシェーンベルク・メダルを授与されている。その後、神経障害のためにピアニストとしての活動から退き、1959年から1986年まで『デイリー・テレグラフ』の音楽評論を手掛けるようになった。
音楽学者としてのシュタドレンは、ベートーヴェンのメトロノーム記号の正当性の検証や、アントン・シンドラーによるベートーヴェンの評伝の信憑性の検討などを行っている。
ロンドンにて死去した。